# Seth Meyers
Seth Adam Meyers (født d. 28. december 1973) er en amerikansk komiker, manuskriptforfatter, skuespiller og tv-vært. Han er vært på Late Night with Seth Meyers, som er et late-night talk show på NBC. Han har tidligere være skuespiller og manuskriptforfatter på Saturday Night Live (2001–2014), hvor han var vært på nyhedsparodien Weekend Update.